# Glameyer-Stack

Satellitenbild der Elbemündung

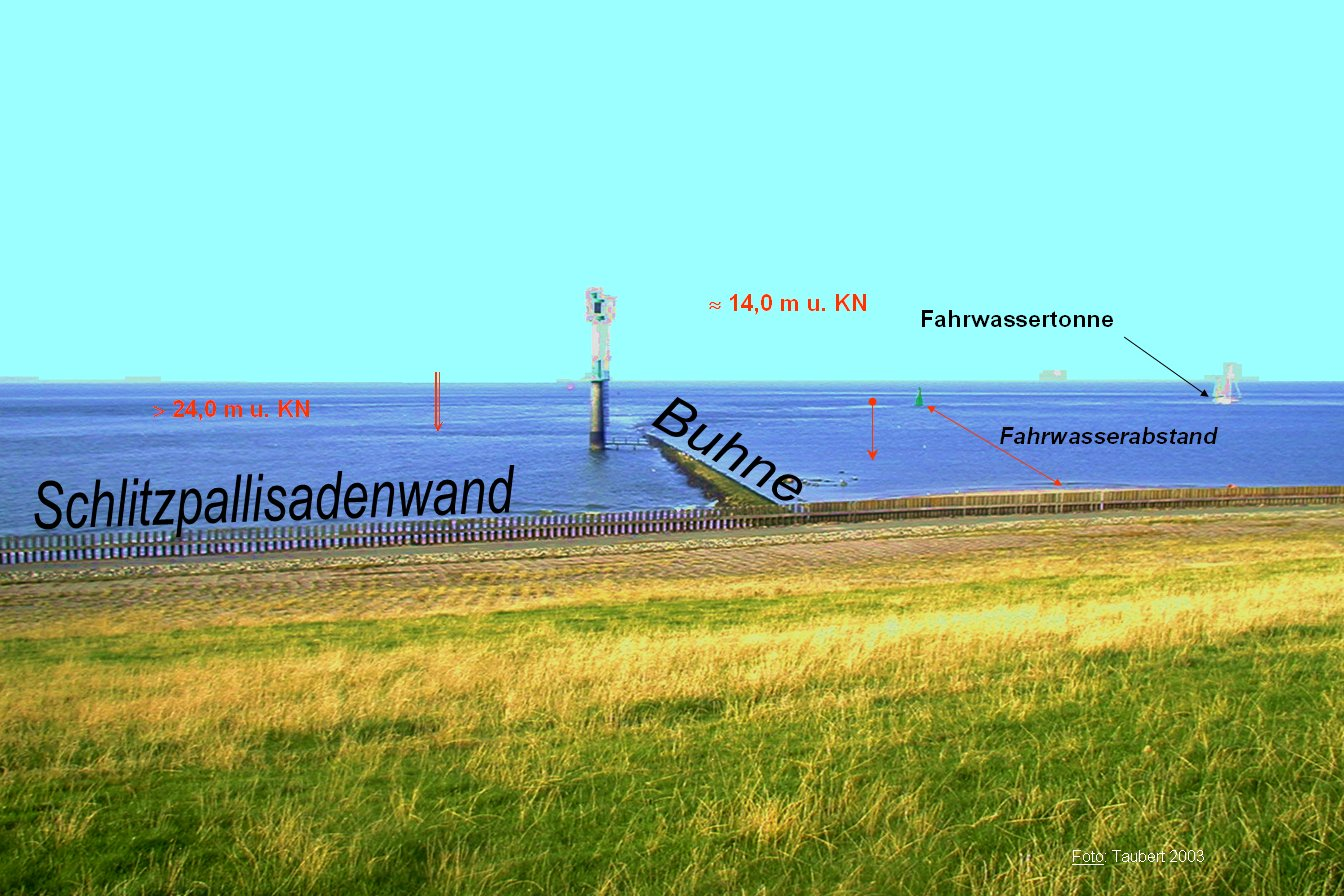
Erläutertes Foto des Glameyer-Stacks

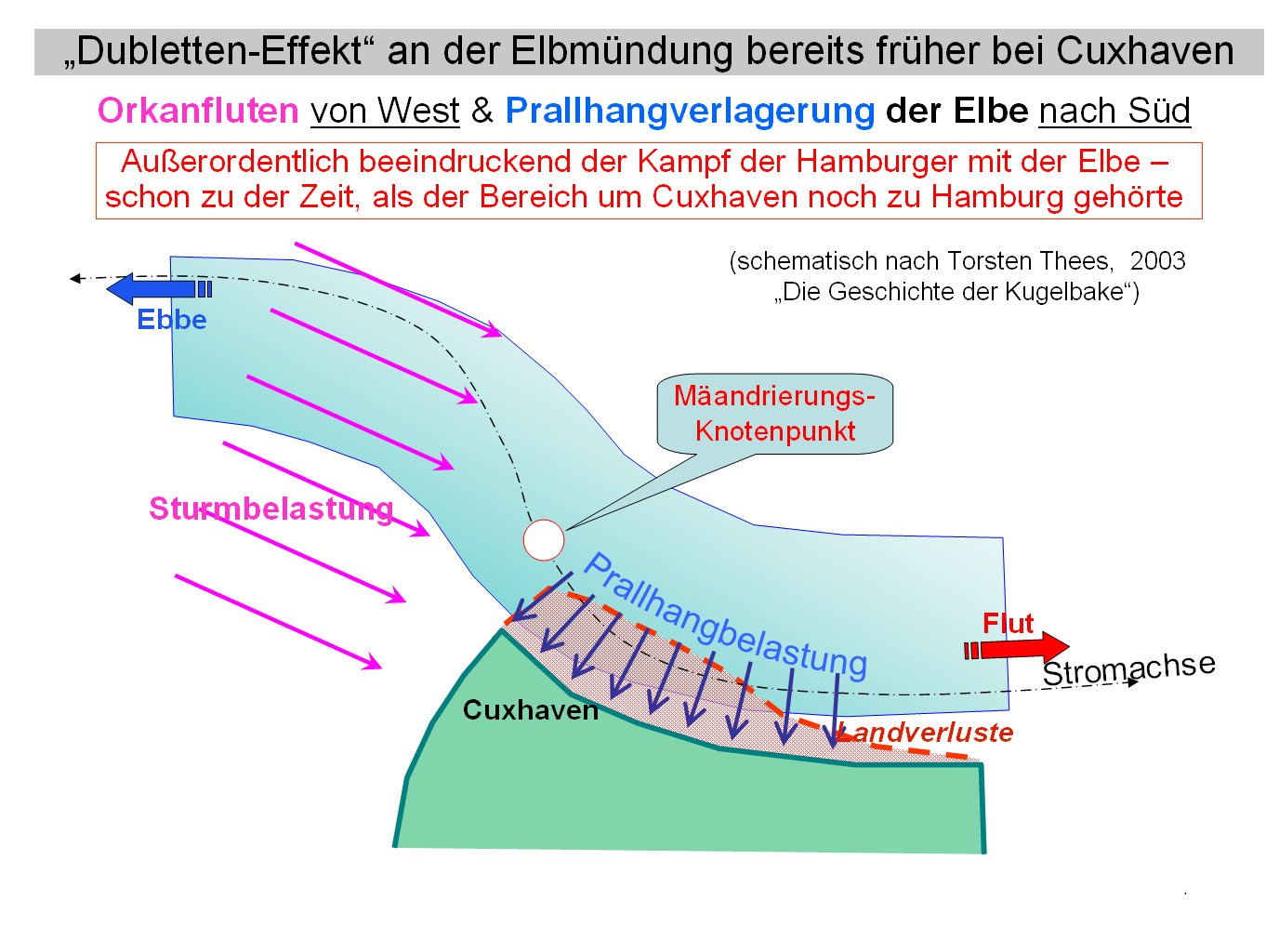
Doppelbelastung des Uferabschnitts Cuxhaven bis Otterndorf

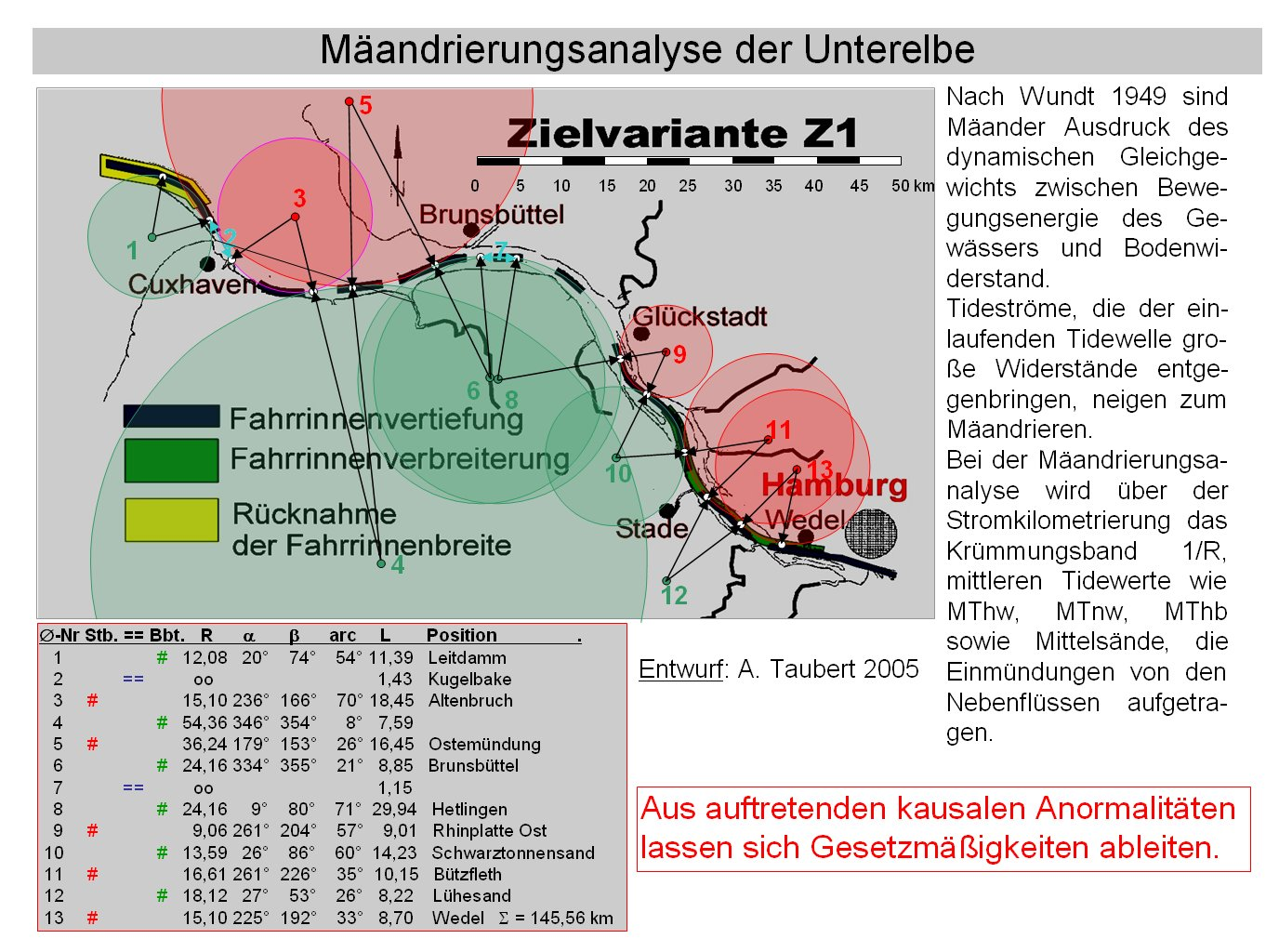
Mäandrierungsanalyse der Unterelbe

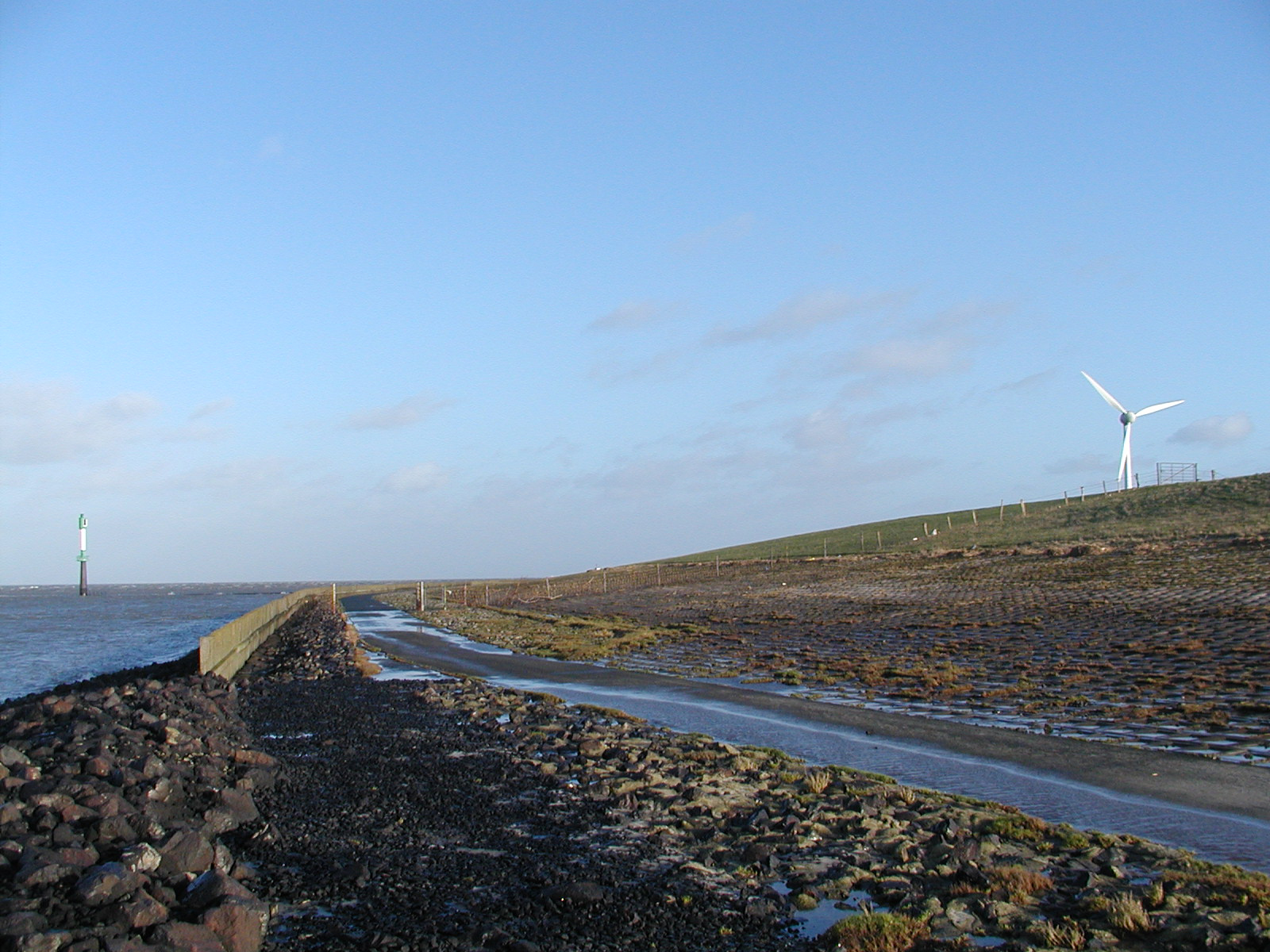
Die Befestigungen in Richtung Otterndorf gesehen

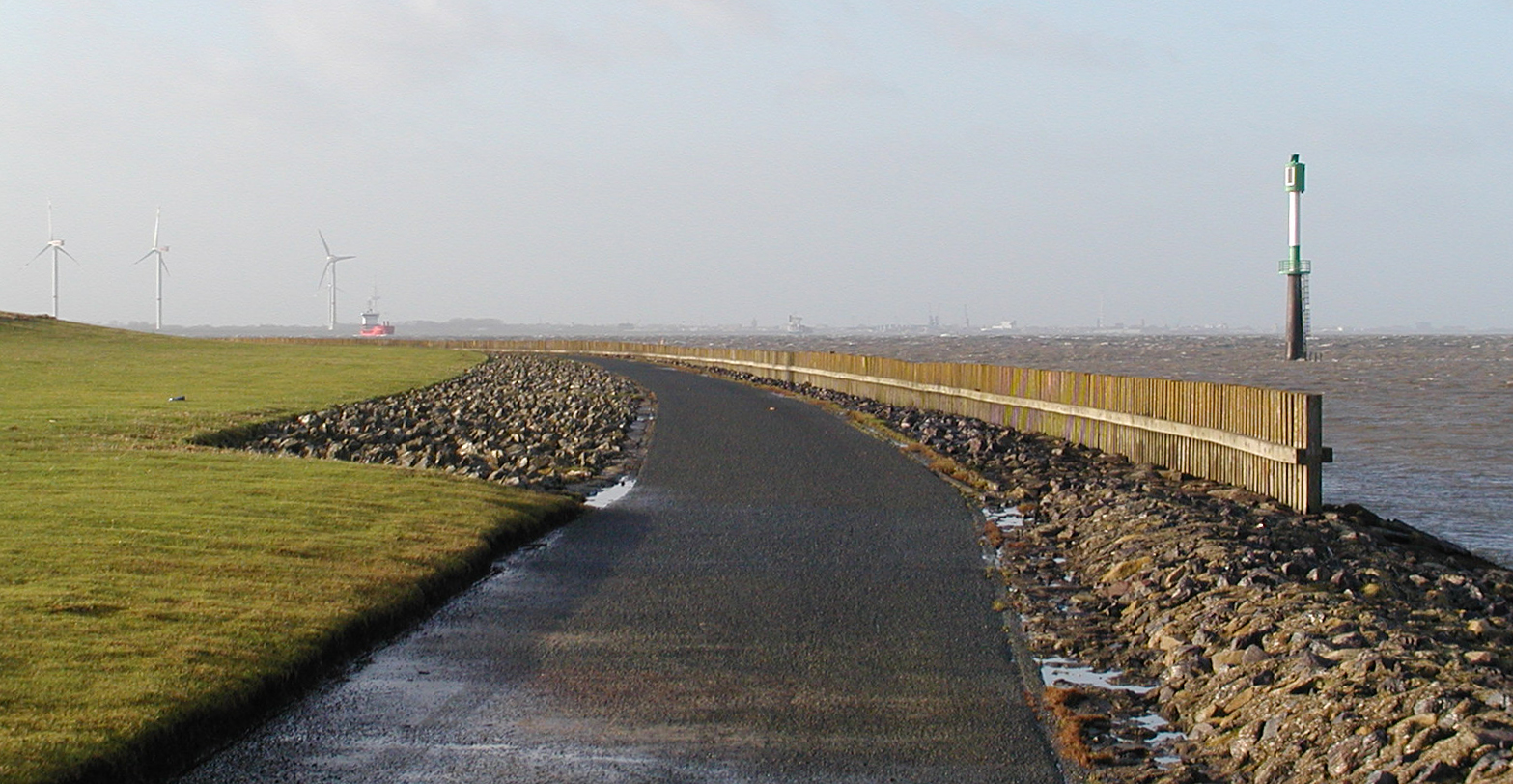
Die Befestigungen in Richtung Cuxhaven gesehen

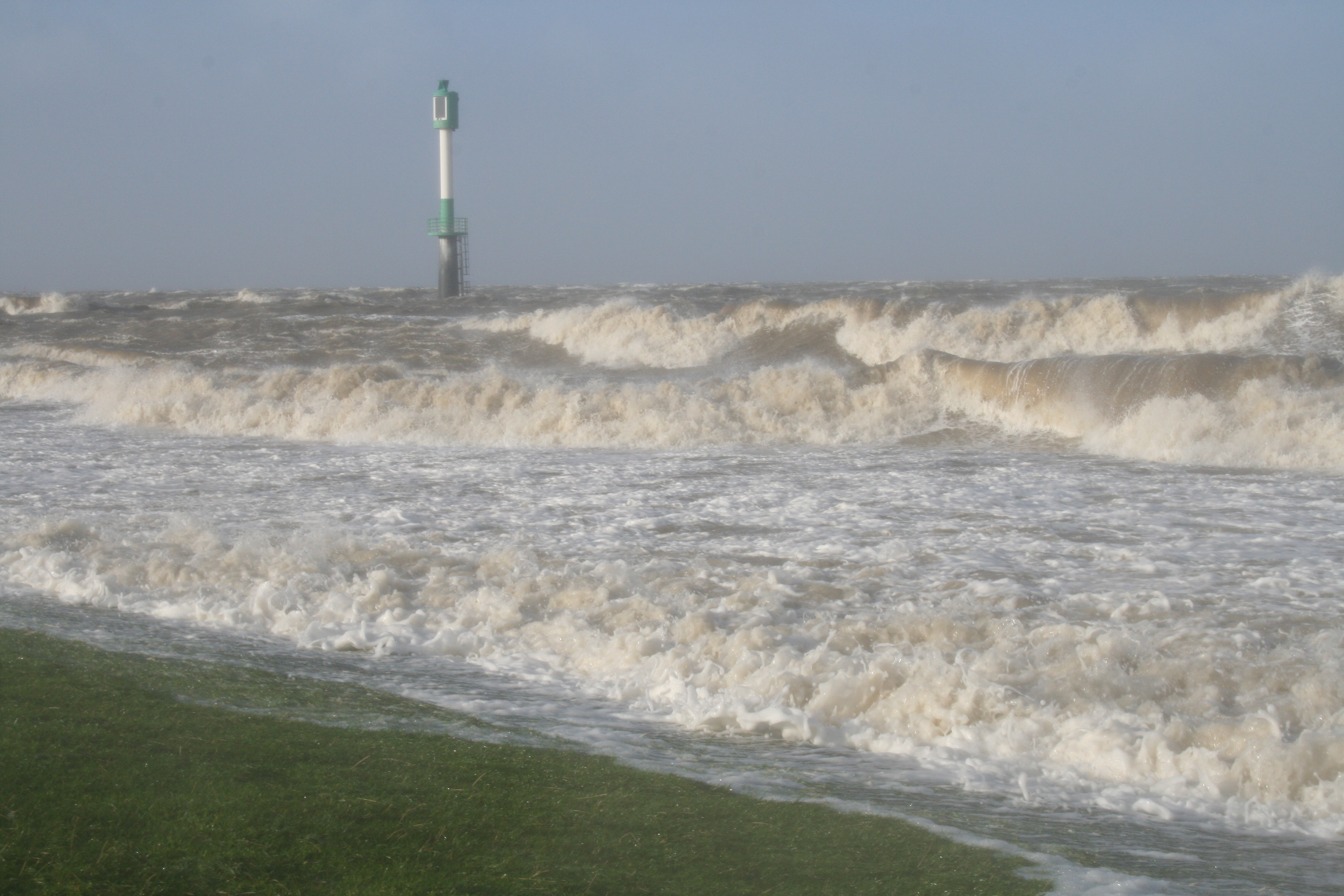
Das Glameyer-Stack bei schwerer Sturmflut am 9. November 2007 um 13:50 kurz nach max. Wasserstand von NN + 4,45 m

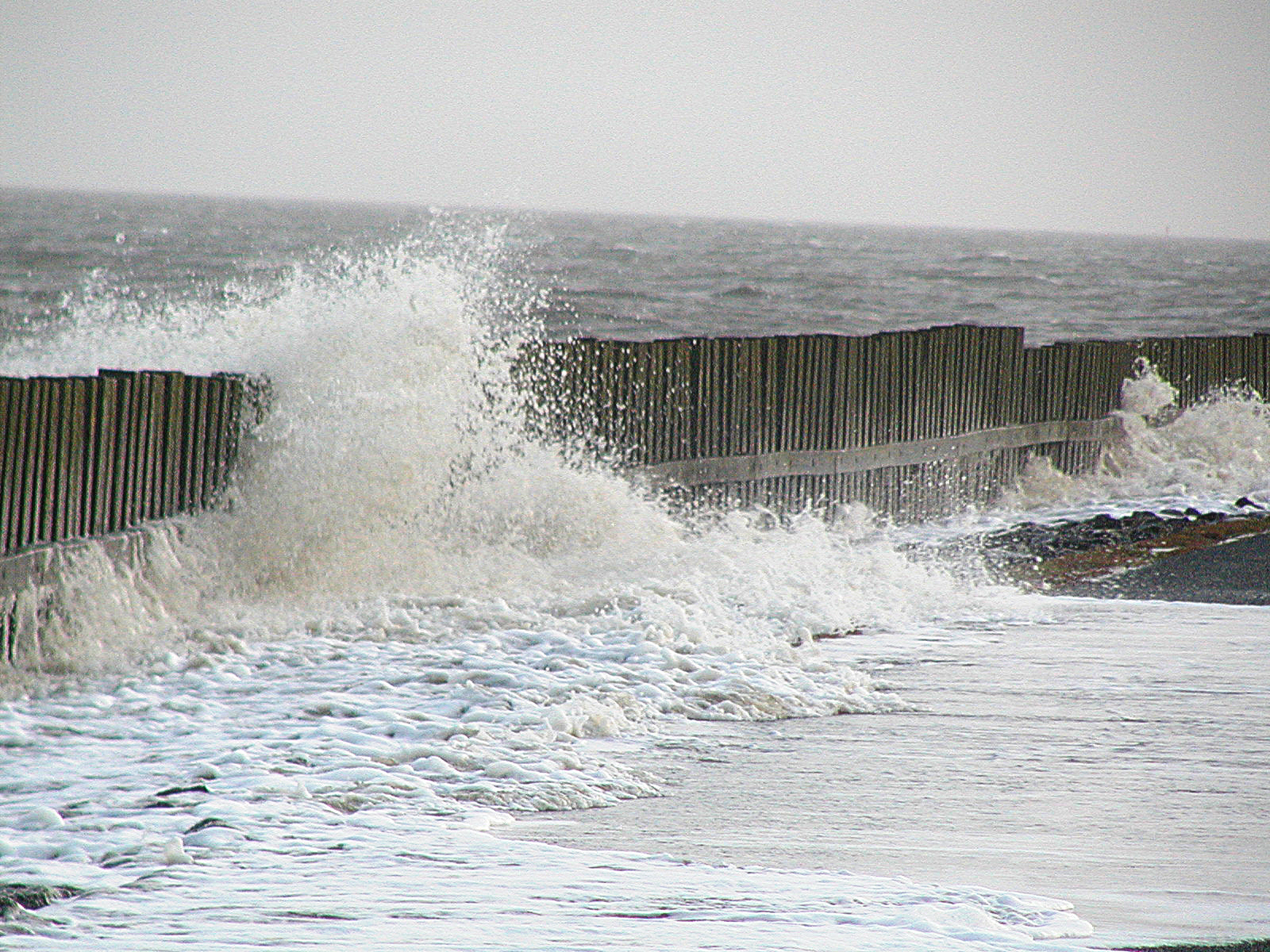
Brandungswelle eines vorbeifahrenden Schiffes trifft den Zaun

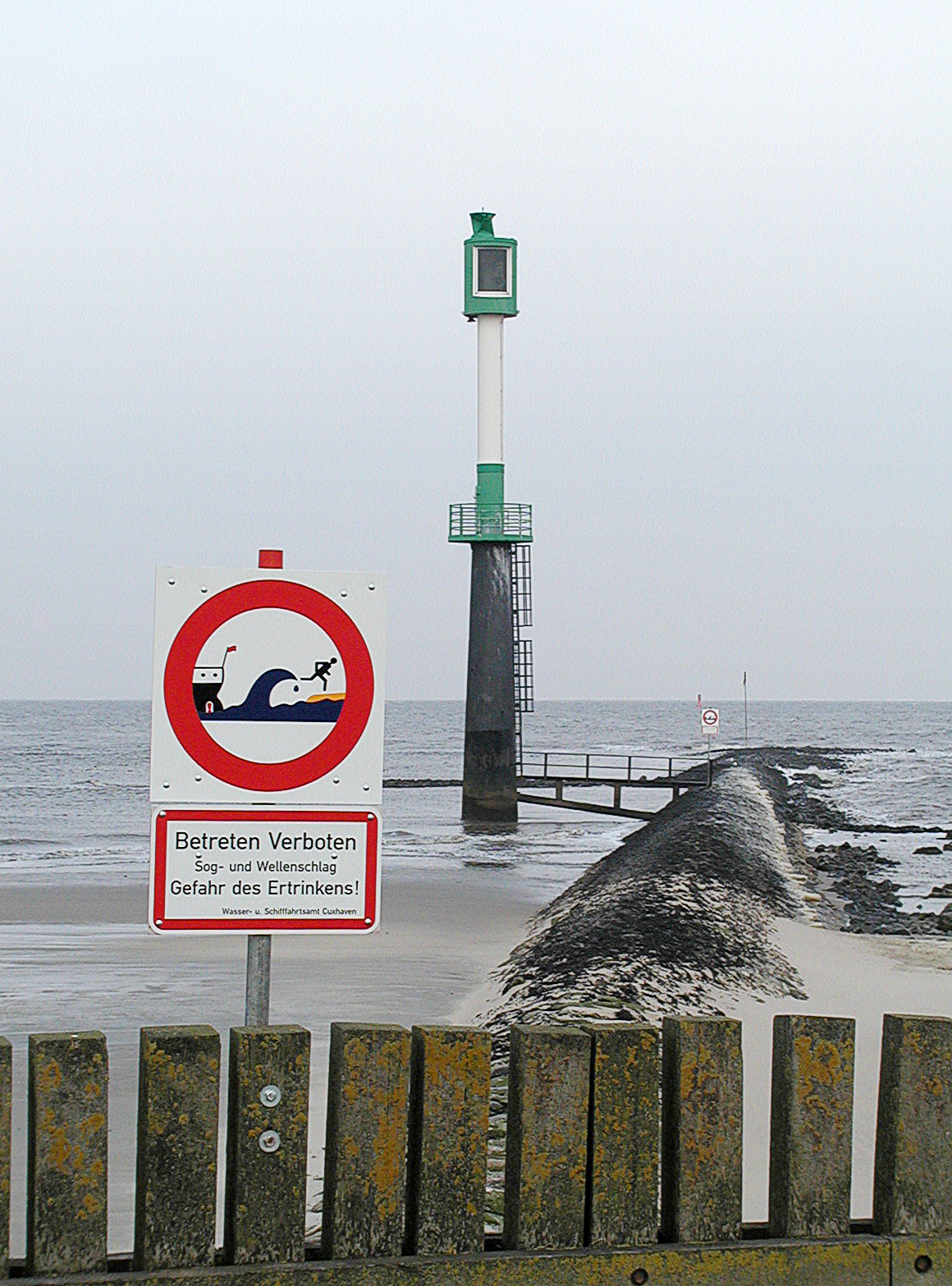
Neues Schild mit Warnung vor Brandungswellen

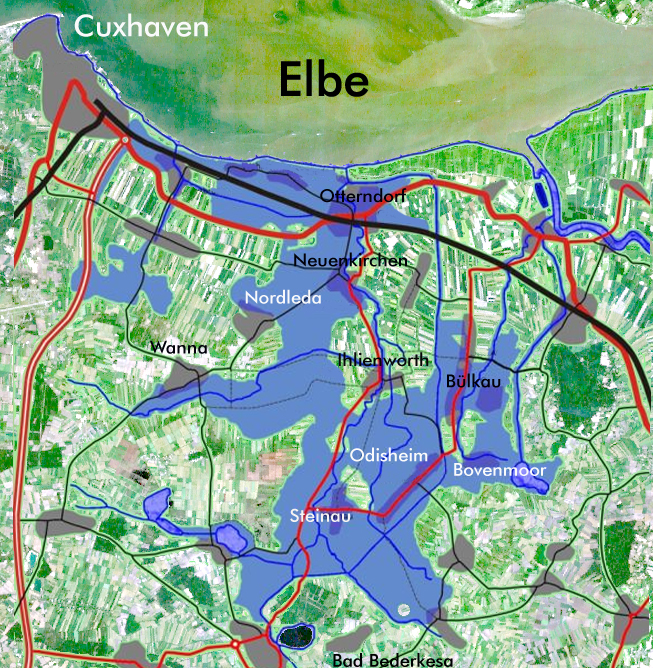
Betroffenes Gebiet bei einer „kleinen“ Sturmflut von nur 4,5 m

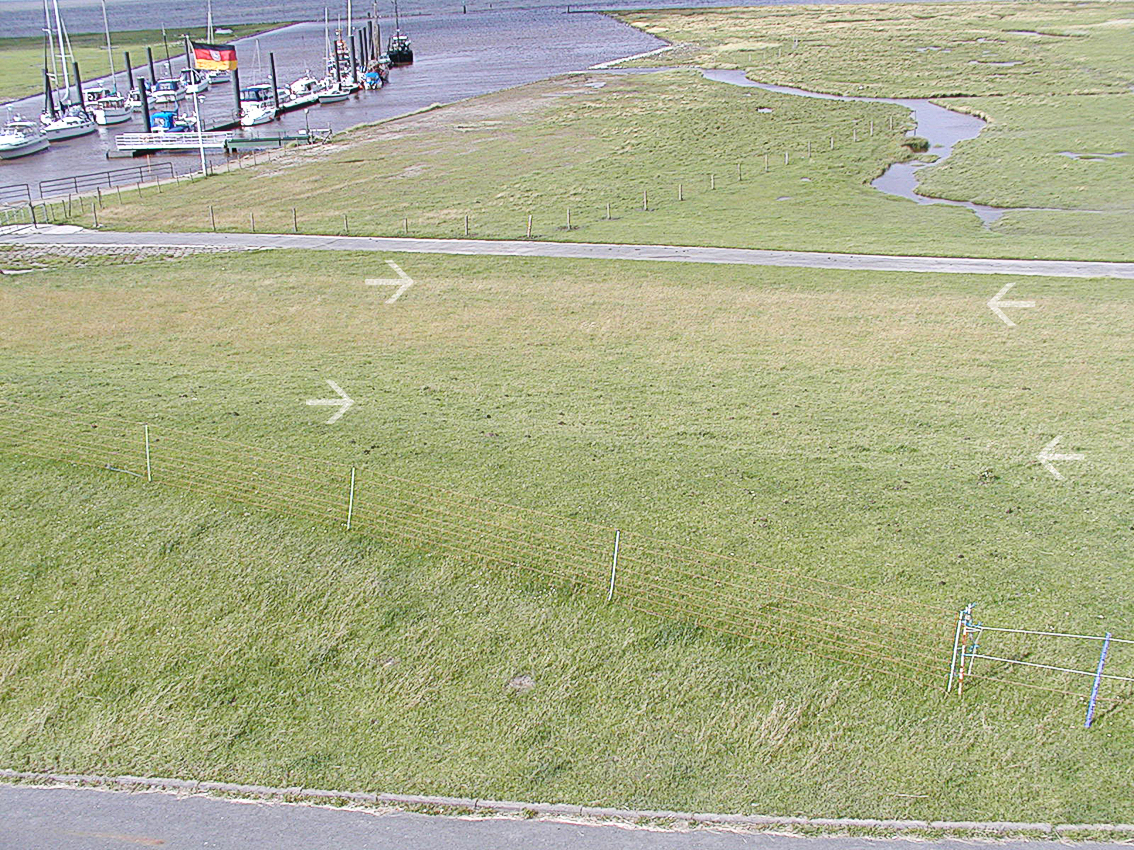
Plötzliche Setzungen und Rutschungen des Deiches am Altenbrucher Hafen

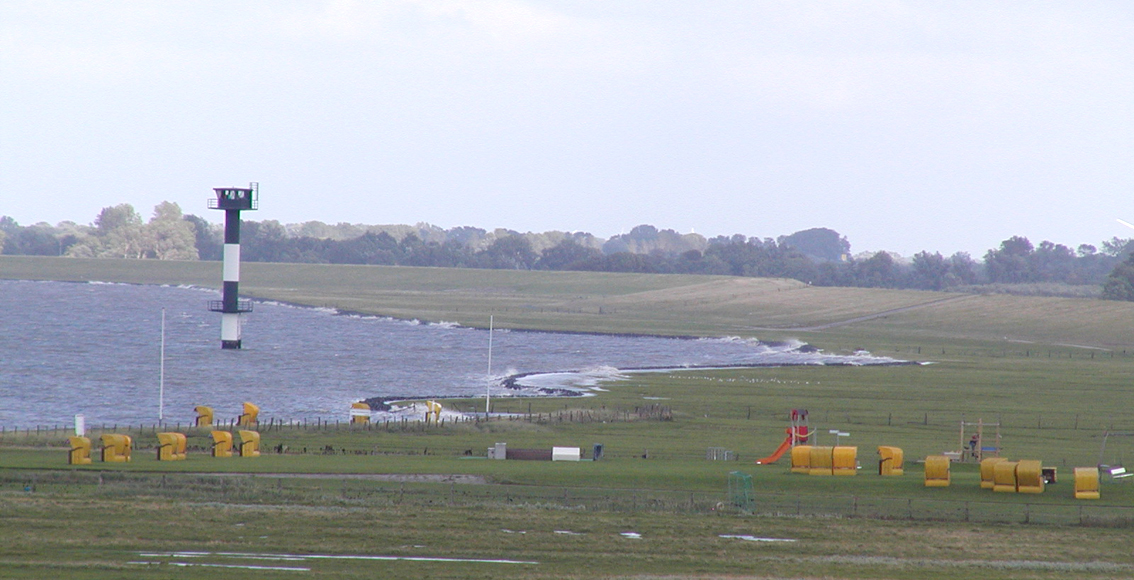
Unterschiede in der Deichlinie beim Altenbrucher Bogen/Glameyer-Stack

Das Glameyer-Stack ist eine Abweiserbuhne im Deichabschnitt „Altenbrucher Bogen“ an der Unterelbe (Fluss-km 713), die sich im Gebiet der Stadt Otterndorf im Stadtteil Müggendorf befindet. Die Unterelbe macht vor der Mündung in die Nordsee zwischen der Ostemündung und Cuxhaven einen Bogen nach Süden, den „Altenbrucher Bogen“. Für die dort erfolgende letzte Richtungsänderung des gesamten Elbwassers vor der Nordsee kommt dem Glameyer-Stack eine wichtige Rolle zu.

## Geschichte
Nachdem sich die Elbe in den vorangegangenen Jahrhunderten im Mündungsbereich trotz allen Widerstandes der Bewohner immer weiter nach Süden verlagert hatte und viele Deichlinien nicht gehalten werden konnten, sicherte insbesondere der Wasserbauer Reinhard Woltman von hamburgisch-cuxhavener Seite aus in Zusammenarbeit mit den Hadelern die Uferlinie so, dass die weitere Verlagerung der Elbe nach Süden bis heute aufgehalten wurde. Das Glameyer-Stack wurde 1802 mit einer Länge von 200 m fertiggestellt und ist wichtiger Teil dieser Ufersicherung. Der Name ist auf den Eigentümer des angrenzenden Landes zurückzuführen.

## Belastungen
Hauptbelastungsfaktor ist die Lage am Außenrand, am sogenannten Prallhang. Infolge des Tidegeschehens fließt hier nicht nur das normale Abflusswasser der Elbe, sondern erheblich mehr Salzwasser zweimal täglich aus der Nordsee in den Mündungstrichter, vermischt sich mit dem Süßwasser der Elbe und fließt auch zweimal täglich in die Nordsee ab. Diese Mehrfachbelastung wird durch die höchste Fließgeschwindigkeit der gesamten Unterelbe am Glameyer-Stack und vor Cuxhaven verstärkt. Entsprechend hoch ist die Erosion der anstehenden gleichförmigen Feinsande. Durch diesen besonders starken Angriff ist direkt vor dem Glameyer-Stack in unmittelbarer Ufernähe ein Kolk von über 30 m Tiefe entstanden.
Durch das Zusammentreffen vieler weiterer ungünstiger Faktoren wird dieser Deichabschnitt als kritischer Punkt in der Deichlinie zwischen Cuxhaven und Otterndorf bewertet: Die Doppelbelastung als See- und Flussdeich im Prallhang, die höchste Fließgeschwindigkeit in der Elbe, kein schützendes Watt, wenig und ständig erodierter Vorstrand, kein schützendes Deichvorland, extreme Wassertiefen in unmittelbarer Deichnähe und infolgedessen hohe Seegangsbelastung sowie starker und weiter zunehmender Schiffsverkehr mit immer größeren Schiffen in Ufernähe sind die wesentlichen Belastungsfaktoren dieses Uferabschnitts und seines Deiches. Der Baugrund besteht aus gleichförmigem Feinsand und Kleischichten und weist eine schwache bis mittlere Tragfähigkeit auf. Als gleichförmiger Boden ist er insbesondere unter Auftrieb empfindlich gegen Erschütterungen (Thixotropie). Diese extreme Häufung von Risikofaktoren ist einmalig an der deutschen Küste: Nirgends kommen so hohe Wellen so nah an den Deich. Die Wahrscheinlichkeit eines Deichbruchs bei Sturmflut ist daher vergleichsweise hoch.
Aus diesen Gründen wird dieses Gebiet durch verschiedene Befestigungen (betonierte Steine, Brandungszaun, gepflasterter Deichfuß usw.) besonders geschützt und beobachtet. Der Verschleiß ist hoch und die konstruktiven Möglichkeiten der Wasserbauer sind hier auch heute gefordert. Das Bauwerk selbst muss ständig repariert werden und regelmäßige Sandvorspülungen halten den Schutz des angrenzenden Deckwerks gegen das Abrutschen in die Elbe aufrecht. Am Glameyer-Stack wurden z. B. 1990 1,4 Mio. DM verbaut, um die Veränderungen durch die Elbvertiefung in diesem Zeitraum auszugleichen. Die Kolkungen und Baggerungen haben ein tiefer liegendes Grundwasserstockwerk mit grobem Kies freigelegt. Durch diesen Grundwasserleiter dringt Salzwasser erheblich schneller und weiter ins Land ein. Die Grundwasserleiter übertragen zudem die durch Schiffswellen verursachten Schwingungen unter dem Deich hindurch ins Land und brachten in den deichnahen Häusern Geschirr zum Klirren.
Das Glameyer-Stack ist die Hauptsicherung des Südufers gegen die ansonsten stetig fortschreitende Erosion, die weiter östlich im Bereich Besenhalmer Trift und Otterndorfer Watt durch die erhöhte Fließgeschwindigkeit seit der letzten Elbvertiefung verstärkt auftritt.

## Deichbruchsimulation
Bei einer Vergleichssimulation mit Daten der Anatol-Sturmflut aus dem Jahr 1999 und einem angenommenen Deichbruch von 200 m Länge ergab sich, dass ein 175 km² großes Gebiet mindestens circa 40 cm hoch überflutet würde. Je nach Höhe der Flut verhindern verschiedene kleinere Erhöhungen wie Sommerdeiche, Kanaldeiche und der Damm der Niederelbebahn ein gleichmäßiges Ausbreiten des Wassers. Diese Deichbruchs- und Überschwemmungssimulation ist allerdings „nur“ von einem Wasserstand von + 4,5 m über NN ausgegangen und hat somit eine maximale Strömungsgeschwindigkeit an der Stelle des Deichversagens von 1,4 m/s berechnet. In den weiteren Berechnungen wird von einer Strömungsgeschwindigkeit von maximal 0,5 m/s in 500 m Entfernung und einer geringen, unter drei Stunden liegenden, Vorwarnzeit ausgegangen. Da aber in Cuxhaven bei der Sturmflut 1962 ein Wasserstand von + 4,95 m über NN, im Jahr 1976 + 4,7 und sogar + 5,1 m über NN erreicht wurden, ist eine stärkere und schnellere Ausbreitung des Wassers und damit ein größeres Schadensgebiet mit höheren Überflutungen von circa 360 km² sehr wahrscheinlich.

### Flutwasser / Oberwasser
Generell kann gesagt werden, dass sich das durch Erde und Schlamm tiefgrau gefärbte Brackwasser schnell mit Heizöl durch halbleere, aufgeschwemmte Tanks sowie mit Abwasser aus privaten Kläranlagen und Sicker- und Güllegruben vermischen wird. Es wird sich ein Oberflächenfilm aus Ölen und leichteren, wasserunlöslichen Stoffen bilden. Zieht sich das Wasser zurück, wird dieser Film sich wie eine Haut über die überschwemmten Gebiete legen. Daher ist es für eine Schadensberechnung unerheblich, ob das Wasser 10 oder 50 cm in einem Haus gestanden hat. Sämtliche Türen wären aufgeweicht, das Wasser wäre mit seinen Schmutzgemisch in das Mauerwerk eingedrungen und eine Sanierung/Trocknung kostspielig und langwierig. Mit einem deutlichen Rückgang des Wassers wäre frühestens nach der zweiten Flut zu rechnen, da bei einer Sturmflut das erste folgende Niedrigwasser über dem gebrochenen Deichfuß stehen würde. Als Folge würde der Wasserdruck nur geringer auffallen und weniger Wasser in die überfluteten Gebiete nachlaufen. Diese Pause würde allerdings nur wenige Stunden anhalten. Je nach Wetterlage könnte die zweite Flut zwar einen geringeren Höchstwasserstand haben, der vorhandene Wasserdruck würde sich aber über die schon gefluteten Gebiete als eine zweite Flutwelle verteilen und dabei neue Gebiete, die bei der ersten Flutwelle verschont wurden, erreichen und ebenfalls überschwemmen. Da sämtliche überschwemmten Gebiete unter dem Meeresspiegel lägen, würde es bis zu zwei Wochen dauern, bis alle Pumpen das Wasser abgepumpt hätten. Es würde Jahre benötigen, die Schäden zu beseitigen, da durch die Schadstoffbelastung des Erdreiches keine „normale“ Landwirtschaft möglich sein würde. Der biologische Schaden wäre je nach Jahreszeit ebenfalls sehr dramatisch, insbesondere, da viele der überschwemmten Gebiete Naturschutzgebiete sind.

### Stationen der Überschwemmung einer „kleinen“ 4,5-m-Sturmflut

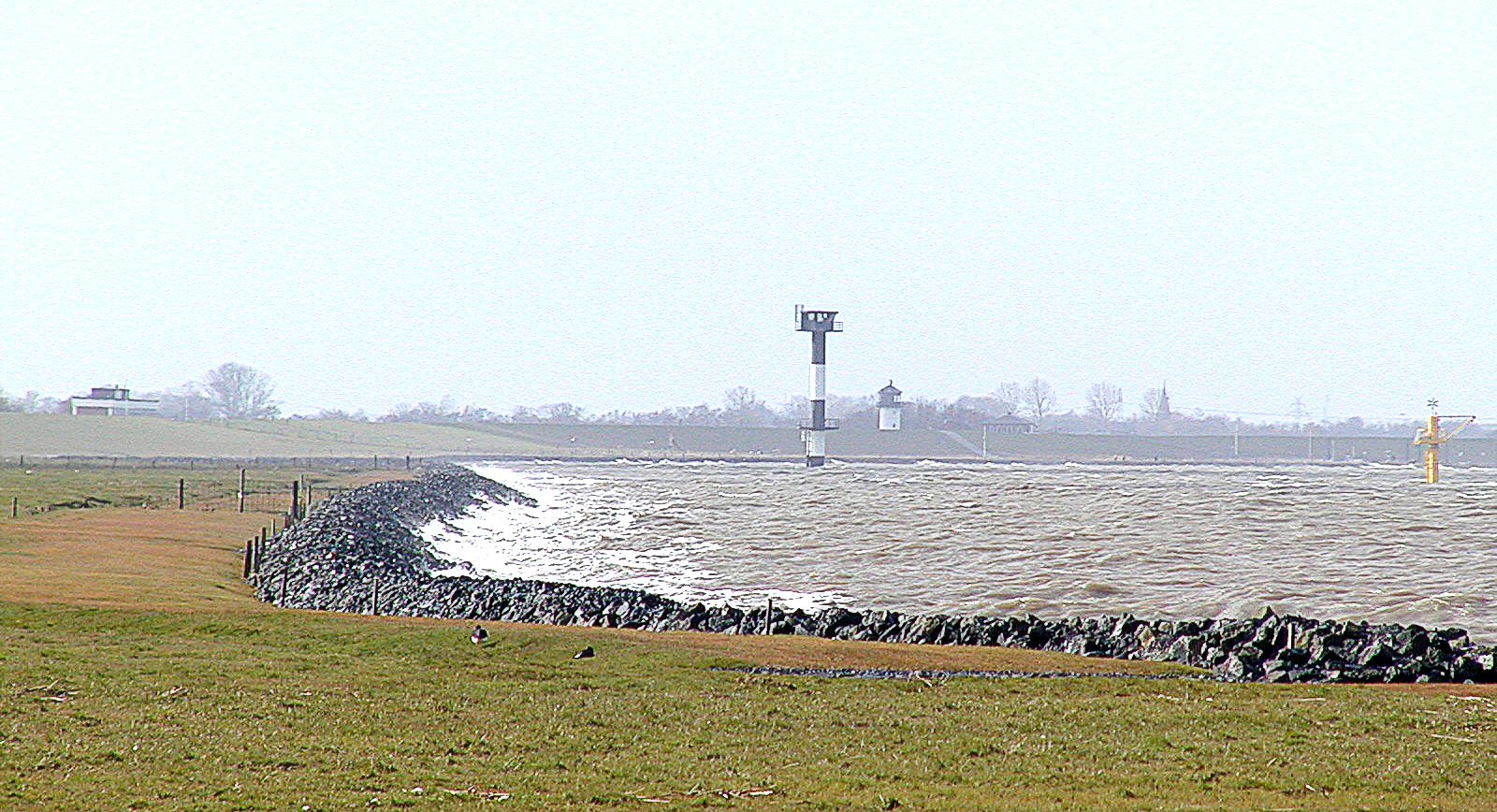
Das Gebiet um den Altenbrucher Bogen bis zum Glameyer-Stack

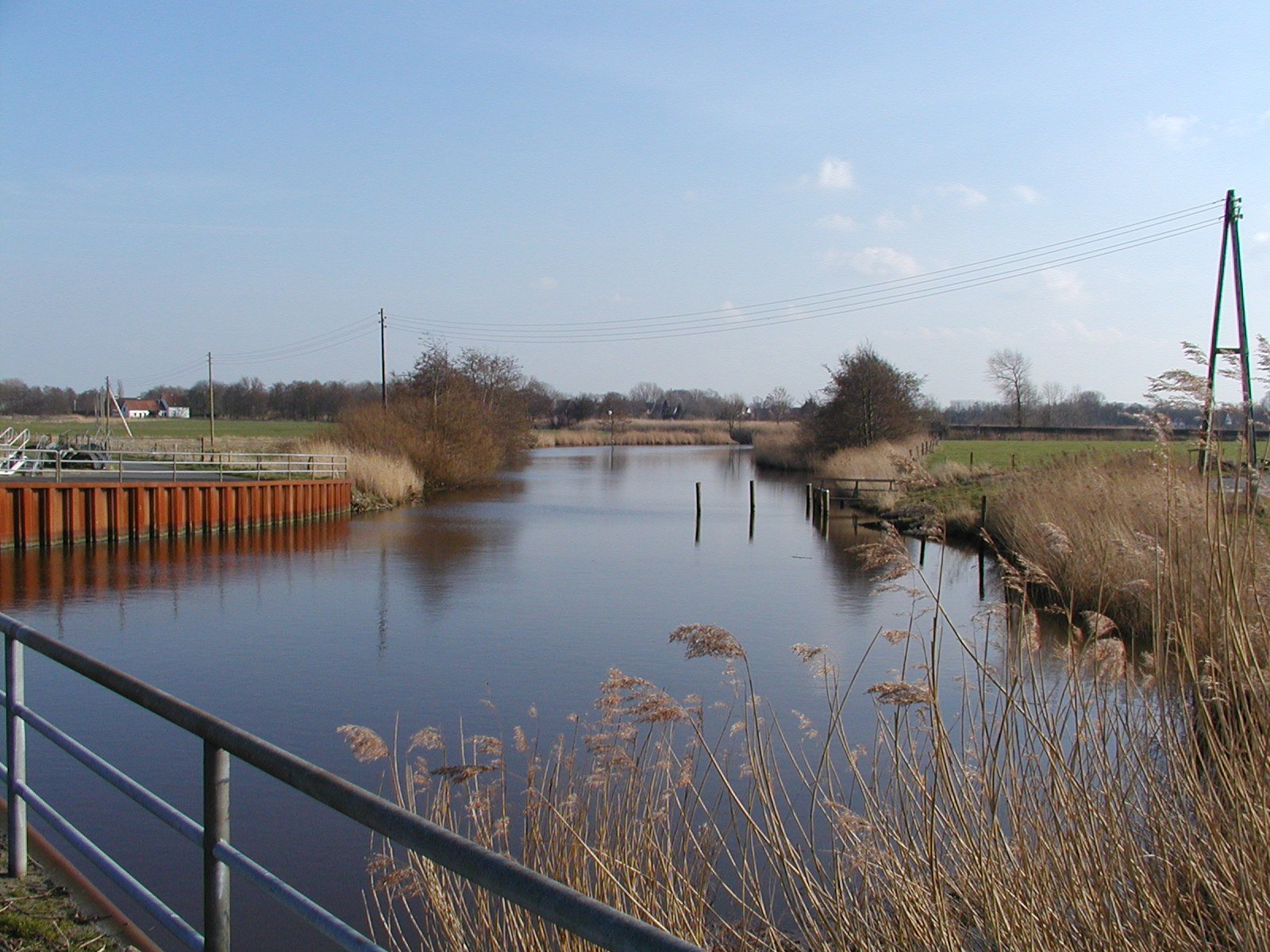
Der Altenbrucher Kanal wird zuerst das Wasser aufnehmen

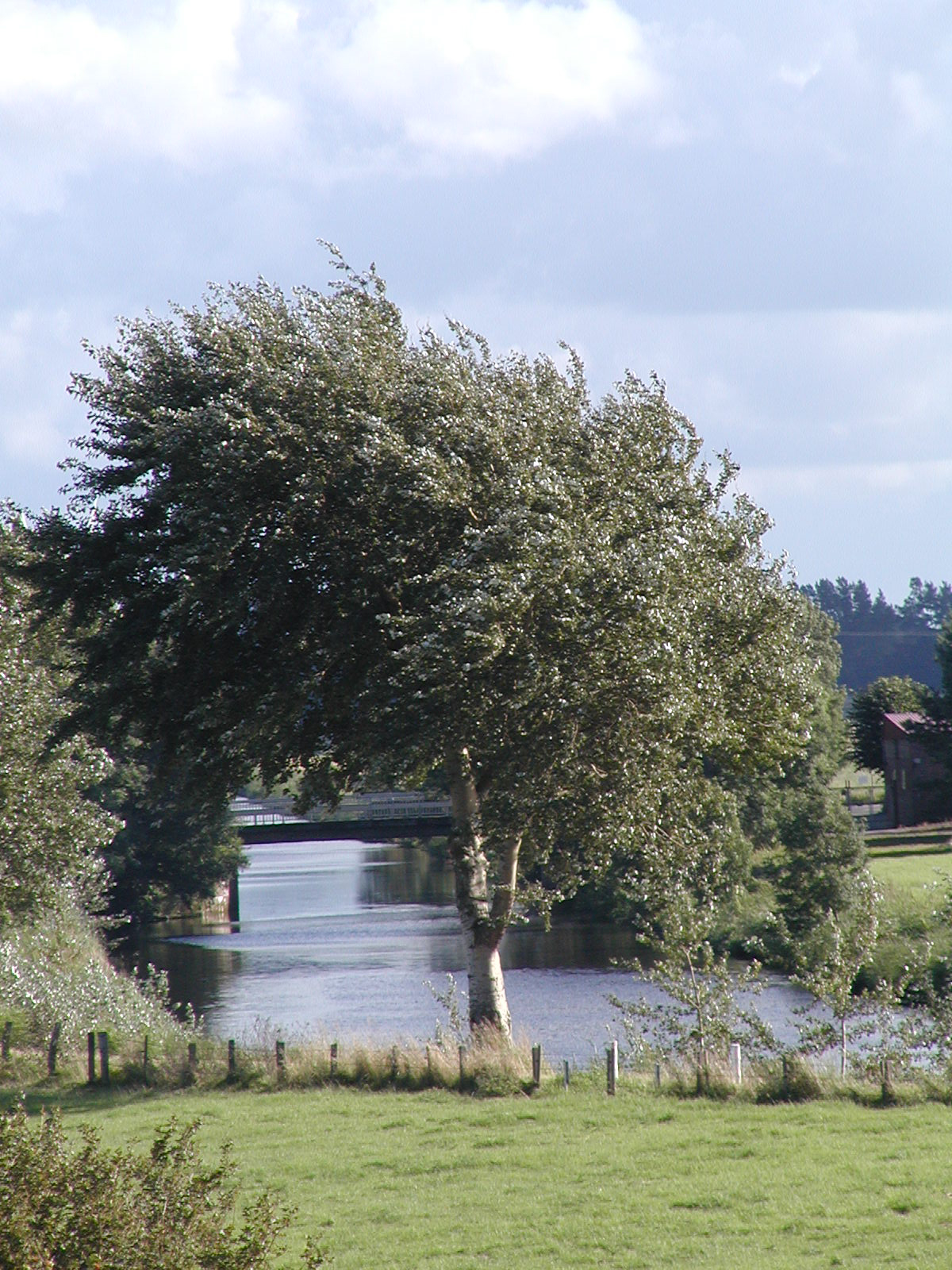
Der Hadelner Kanal ändert hier seine Richtung um 90°

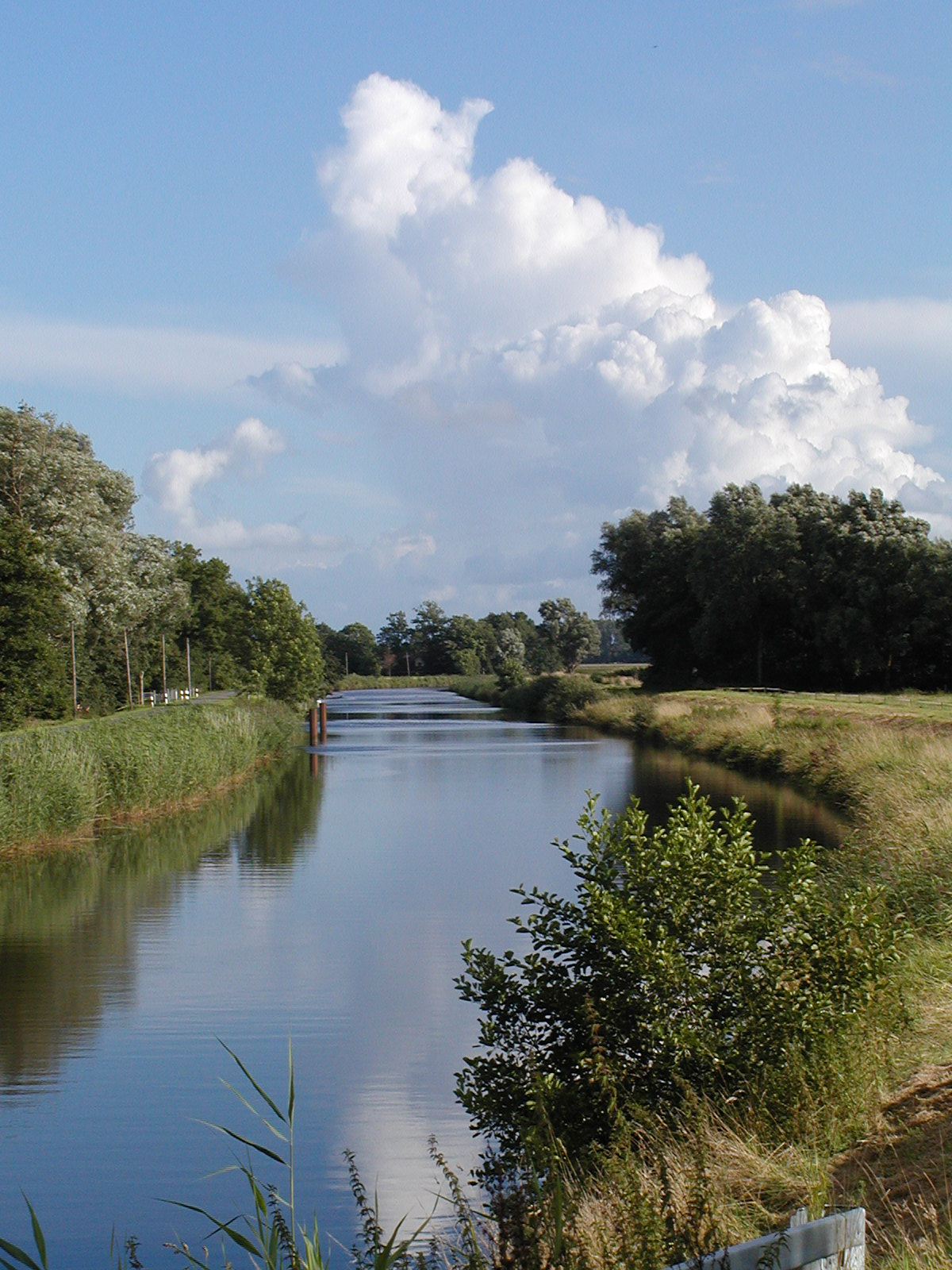
Hier in Bülkau, Höhe Dorf, wird der Hadelner Kanal über die Ufer treten

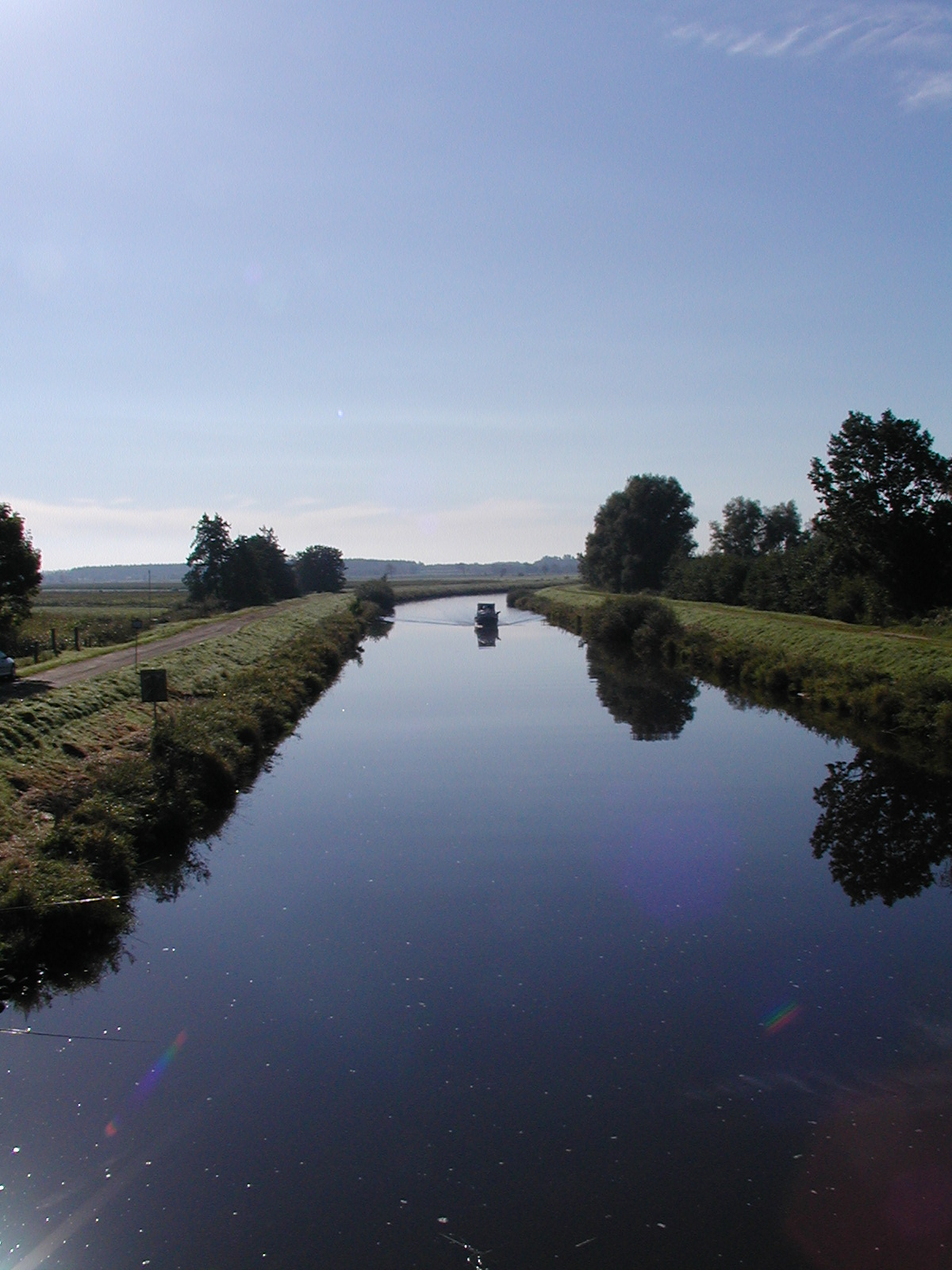
In Odisheim ist die nächste Schwachstelle des Kanaldeiches

Wäre der Deich gebrochen, flösse das Wasser von dem 1 km vom Deich entfernt liegenden Müggendorf circa 2 km südwärts bis zum Bahndamm, dem ersten großen Hindernis für einströmende Wassermassen. Am Bahndamm würde sich das Wasser teilen. Je nach vorhandener Geschwindigkeit könnte dieser Damm das Wasser auf Dauer aufhalten. Würde der Damm jedoch überwunden, wäre nach weiteren 2 km die B 73 das nächste Hindernis bei der Ausbreitung des Wassers Richtung Süden. Allerdings gibt es verschiedene kleine Durchlässe, die das Wasser auch direkt hinter dem Bahndamm und der B 73 langsam steigen lassen könnten.
Richtung Westen würde sich das Wasser über den Westerhofstrom und den Braakstrom (Südseite des Bahndammes) bis nach Altenbruch ausbreiten. Hier würde es im Altenbrucher Kanal bis nach Lüdingworth fließen. Hinter Lüdingworth würde sich das Wasser über die Gräben zuerst in die niedrigen Gebiete bis nach Wanna verteilen. Das relativ kleine Gebiet würde dann zwischen 10 und 40 cm tief unter Wasser stehen.
Richtung Osten würde sich das meiste Wasser ergießen. Vom Deichbruchgebiet bis zu den ersten Häusern und dem Krankenhaus in Otterndorf liegen etwas mehr als 4 km. Zwischen der Stadt und dem Feriengebiet „See achtern Diek“ träfe das Wasser auf die Medem. In der Medem würde es ohne Stauwehre oder Schleusen über Neuenkirchen, Luftlinie circa 3,5 km von Otterndorf entfernt, bis nach Ihlienworth, circa 8 km von Otterndorf entfernt, fließen.
Auf dem Weg nach Neuenkirchen (Land Hadeln) trifft die stark mäandernde Medem bei Scholien als erstes auf die Brauneswettern, die nach Osterbruch führt. Da der Ort um die 1,1 m über NN liegt, würde das Wasser sich ohne große Überflutung im Südteil Osterbruchs mit dem Wasser der Aussenwettern treffen, die erst nach Pedingworth von der Medem kommend das Wasser aufnähme und dort im Süden niedrig gelegene Gebiete überfluten würde.
Kurz vor Neuenkirchen im Ortsteil Höden trifft die Medem auf die Wilster. Diese ist für die Entwässerung des Bereichs des Dorfes Nordleda, das circa 4 km vor dem Zusammenfluss liegt, zuständig. Von der Wilster fließen Ostergehrenstrom, Osterscheidungsstrom, Süderscheidung und Oberwettern ab. Je nach Wasserdruck würde nur der Ostteil Nordledas überflutet, da das Gebiet zwischen − 60 cm unter NN und + 50 cm über NN beim Ortskern liegt. In Neuenkirchen würde die Fließrichtung der Uthwettern umgedreht und daher das Süderende überflutet werden. In dem nachfolgenden Pedingworth würde die schon angesprochene Außenwettern den Süden von Osterbruch, den Schweinekopf und Nubhusen überfluten.
Auf den Weg der Medem nach Ihlienworth wäre eine kleine Wettern und der alte Göscheeinfluss in die Medem betroffen. Anschließend würden mit der Emmelke und der Böderwettern zwei großen Entwässerungen für das Gebiet um Wanna geflutet werden. Da Wanna aus vielen kleinen und großen Wurten besteht, würde der Ort direkt nicht überflutet, allerdings würde durch diese beiden Entwässerungskanäle das Dreieck mit Neuenkirchen und Ihlienworth auf der Ostseite und Wanna über Nordleda im Westen zum Teil bis zu 1 m unter Wasser stehen.
In Ihlienworth, hinter dem Pumpwerk, verteilt sich die Medem in Böderwettern, der Moorwettern im Westen, die Große Medemstader Wettern, die Alte Aue und der Straßdeichwettern im Süden sowie die Siedenteiler Wettern im Osten. Von der Siedenteiler Wettern, die bis nach Odisheim reicht, geht die Misslacher Wettern und die zweite natürliche Entwässerung neben der Alten Aue, die Gösche, ab. Alle diese Entwässerungsgräben würden nun das Gebiet zwischen Ihlienworth, Odisheim und Steinau überfluten. Das Sietland liegt bis zu einem Meter unter dem Meeresspiegel und wird im Osten und Süden vom Hadelner Kanal begrenzt. Im Westen würden diese Entwässerungsgräben das Wasser ins Ahlenmoor, in den Flögelner See sowie zum Halemer und Dahlemer See führen, falls diese nicht schon über den Hadelner Kanal geflutet worden wären.
Trotz Sperren im Gebiet des Schöpfwerks Otterndorf würde sich, gleichzeitig mit dem Vorstoß entlang der Medem, das Wasser zwischen dem Schöpfwerk und dem Baugebiet nördlich von Otterndorf hindurch weiter Richtung Osten in den „Schifffahrtsweg Elbe–Weser“, den Hadelner Kanal, ergießen. Der Hadelner Kanal verläuft circa 4 km parallel zum Elbdeich Richtung Osten, bis er beim Belumer Radarturm die Richtung um 90° nach Süden wechselt. Diese grobe Südrichtung hält der Kanal für circa 14 km, bevor er in Odisheim seine Richtung um 45° nach Südwesten wechselt. In der Simulation der hier beschriebenen Sturmflut mit dem Deichbruch beim Glameyer-Stack ist die zweite der drei Schwachstellen in der Deichlinie zwischen Cuxhaven und Hamburg nicht mit einbezogen. Neben dem Glameyer-Stack und dem Ostesperrwerk weiter östlich, ist die Schleuse des Hadelner Kanals die zweite Schwachstelle, da sie niedriger als die sie umgebenden Deiche ist. Die Deiche wurden 1998 bis 2001 erhöht, obwohl für das Bauwerk nicht genügend Mittel im Land Niedersachsen vorhanden waren. Deshalb werden die Überflutungen des nachfolgenden Gebietes von dem Zustand der Schleuse abhängen. Daher ist hier nur das minimal überflutete Gebiet beschrieben.
Laut der Simulation würde das Wasser im Hadelner Kanal nicht schon bei der ersten 90°-Drehung des Kanals bei Belum über den Kanaldeich treten, sondern erst circa 6 km weiter bis nach Bülkau hinauf fließen. In zwei leichten Kurven des Kanals würden, wie wenige Zeit später bei der nächsten 45°-Biegung nach weiteren 8 km in Odisheim, die Kanaldeiche nachgeben und sich das Wasser westlich zusammen mit dem Wasser der Medem ins Sietland ergießen. Auf der Ostseite des Kanals würde sich das Wasser zuerst ins Süderende von Bülkau und nach Bülkau-Bovenmoor ergießen. Dieses Gebiet liegt zwischen − 30 cm NN in Bülkau Dorf und Süderende, − 40 bis − 60 cm in Bülkau-Lichtenpilz und -Bovenmoor bis zum niedrigsten Punkt, östlich der Oppelner Geest mit − 90 cm. Im Osten Bülkaus und im Norden Bovenmoors würde die Bülkauer Aue das Wasser aufnehmen und es bis nach Neuhaus (Oste) tragen. Das Überflutungsgebiet würde sich über ganz Oppeln (Wingst) bis zum Balksee und dessen Moorgebieten, bis nördlich von Stinstedt und Mittelstenahe erstrecken, die aber über dem Meeresspiegel liegen und somit nicht direkt überflutet würden. Je nach Wassermenge würde das Wasser über den Neuhaus-Bülkauer Kanal zurück nach Neuhaus (Oste) fließen.
Im weiteren Verlauf des Hadelner Kanals wird in Odisheim die schon beschriebene Gösche entwässert, da der Kanal diese hier teilt: der nördliche Teil über die Medem, der südliche Teil durch ein Pumpwerk in den Kanal. Es fände im Fall der hier angenommenen Sturmflut keine Entwässerung, sondern eine Überflutung des Stinstedter Randkanals und des Gebietes Langes Moor westlich und südlich von Stinstedt bis Moorausmoor statt.
Im weiteren Verlauf des Hadelner Kanals, circa 6 km von der letzten Kurve, folgt eine weitere circa 40°-Wendung Richtung Westen. Kurz vorher träfe sich das Wasser des Hauptvorfluters Steinau, der Alten Aue sowie der Mühe, kleine alte natürliche Entwässerungsbäche, mit den Wassern der aus Ihlienworth kommenden Großen Medemstader Wettern sowie der Straßdeichwettern, um das zwischen − 70 cm bis − 20 cm unter dem Meeresspiegel liegende Land um Steinau zu überfluten.
Nur weitere 3 km entfernt trifft der Kanal auf den natürlichen sowie den künstlichen Abfluss, die Lehe und den Flögelner Seeabfluss, in dessen weiteren Verlauf der Halemer und Dahlemer See liegen. Hier würden angrenzende Gebiete überflutet.
Das dahinter liegende Bad Bederkesa liegt auf einem Geestrücken und somit würden nur niedrig gelegene Teile wie Gebiete um den Bederkesaer See überflutet.

### Weitere Szenarien
Die beschriebene Überschwemmung mit einem Deichbruch bei einer Sturmflut von 4,5 m über NN bezieht nur Gebiete mit ein, die unter dem Meeresspiegel liegen. Ist die Wassersäule auch nur 20 cm höher, würden die blau eingefärbten Gebiete im Westen bis zur rot markierten Autobahn von Cuxhaven bis Wanna, im Süden mit trockenen Geestinseln bis Bad Bederkesa reichen. Im Osten würde das Wasser durch den Neuhaus-Bülkauer Kanal die Wingst, dem bewaldeten Geestrücken und den davon nördlich gelegenen Ort Cadenberge umfließen, um östlich davon das Gebiet zwischen Neuhaus (Oste), Geversdorf, Oberndorf und Hemmoor zu überfluten.
Bei einem Wasserstand von 5,1 m über NN würden die schon beschriebenen Schwachstellen in der Deichverteidigung nachgeben und zu den beschriebenen Gebieten das Gebiet im Einflussbereich der Oste bis Hechthausen dazukommen. Das Gebiet zwischen Neuhaus (Oste) und Hechthausen wurde 1962 das letzte Mal durch viele Deichbrüche überflutet. Da das Ostesperrwerk das Wasser fernhalten soll, wurde in den letzten Jahren kaum Geld in die Renovierung der Ostedeiche investiert. Aufwendige Baumaßnahmen am Sperrwerk sind in der nächsten Zeit nicht geplant, obwohl die Höhe des Sperrwerks circa 80 cm unter dem der neuen Deiche liegt.

## Gefahrenstelle Glameyer-Stack
Schon durch die Nähe der Fahrrinne birgt das Gebiet ein großes Gefahrenpotenzial. Beispielsweise strandete bei einem Sturm im Jahre 1891 der englische Dampfer Kaffraria, dessen Heck im Deichgebiet von Otterndorf aufgestellt ist, und der 274 Meter lange Containerfrachter Hyundai Discovery, dessen Stromversorgung im Juli 2005 komplett zusammenbrach und der anschließend die Elbe hinunter trieb. Menschen kamen nicht zu Schaden, als die Schiffe Grund berührten. Das erste Schiff wurde an Ort und Stelle ausgeladen und versank später in der Elbe. Das andere wurde nach vier Stunden mit Hilfe von vier Schleppern und der einsetzenden Flut unter Aufsicht des in Cuxhaven stationierten Rettungskreuzers Hermann Helms und der Neuwerk (ein auf Helgoland stationiertes Mehrzweckschiff des WSA Cuxhaven) freigeschleppt.

## Klimawandel
Auf einem Kongress der acua alta zum Thema „Klimafolgen und Katastrophenschutz“ wurde in München 2005 zu Küstenschutzmaßnahmen die Feststellung getroffen, dass auf die niedersächsischen Deiche ein großes Gefährdungspotenzial zukommt. Für die deutsche Bucht wird mit einem Anstieg des mittleren Meeresspiegels sowie einer Intensivierung der Westwind-Wetterlagen gerechnet. Intensive Westwindlage bedeutet, dass der Wind größere Wassermengen aus dem Atlantik in die Nordsee befördert. Diese Wassermassen werden zur Gefahr, wenn die Windrichtung auf Nordwest oder Nord dreht. Wie in einem Trichter wird das Wasser zuerst bei Westwind an die schleswig-holsteinische Küste gedrückt. Dreht der Wind auf Nordwest, ist die Elbmündung sowie die Wesermündung betroffen. Dreht der Wind weiter auf Nord, wie bei einem Orkantief, das über die Britischen Inseln Richtung Ost/Nordost zieht, wird das Wasser zusätzlich in den ganzen Bereich der Südküste der Nordsee bis zum Ärmelkanal gedrückt.
Faktisch bedeutet dies, dass mit einem Anstieg des Tidehochwassers von 50 cm bis 2100 gerechnet werden kann. Folglich wird die Wahrscheinlichkeit eines Deichversagens um den Faktor 5,5 erhöht. Dazu kommt die gleichzeitige Intensivierung der Windgeschwindigkeit von 7 %, was eine weitere Erhöhung um Faktor 1,3 bedeutet. Um diesen Gefahren entgegenzuwirken, müssten die Deiche um bis zu 1,5 m, bei besonders gefährdeten Deichabschnitten, zu dem auch das Gebiet des Glameyer-Stack gerechnet wird, sogar um 1,7 m erhöht werden. In diesem Bereich würde eine Erhöhung um 1,7 m eine große Veränderung in der Deichlinie nach sich ziehen, da durch die direkte Angrenzung an das Fahrwasser der Elbe nur das Versetzen des Deiches ins Landinnere möglich ist. Das fehlende Deichvorland, der notwendige flach ansteigende Deichwinkel im Gefährdungsbereich und die zwei Kolkseen, im direkten Deichhinterland, würden die Planungs- und Bauzeit sowie die damit verbundenen Kosten überproportional ansteigen lassen. Eine zweite Deichverteidigungslinie, bestehend aus erneuerten und instand gesetzten Sommerdeichen und andere Erhöhungen wie beispielsweise von Bahndämmen, dürfte daher in diesem Fall nötig sein.

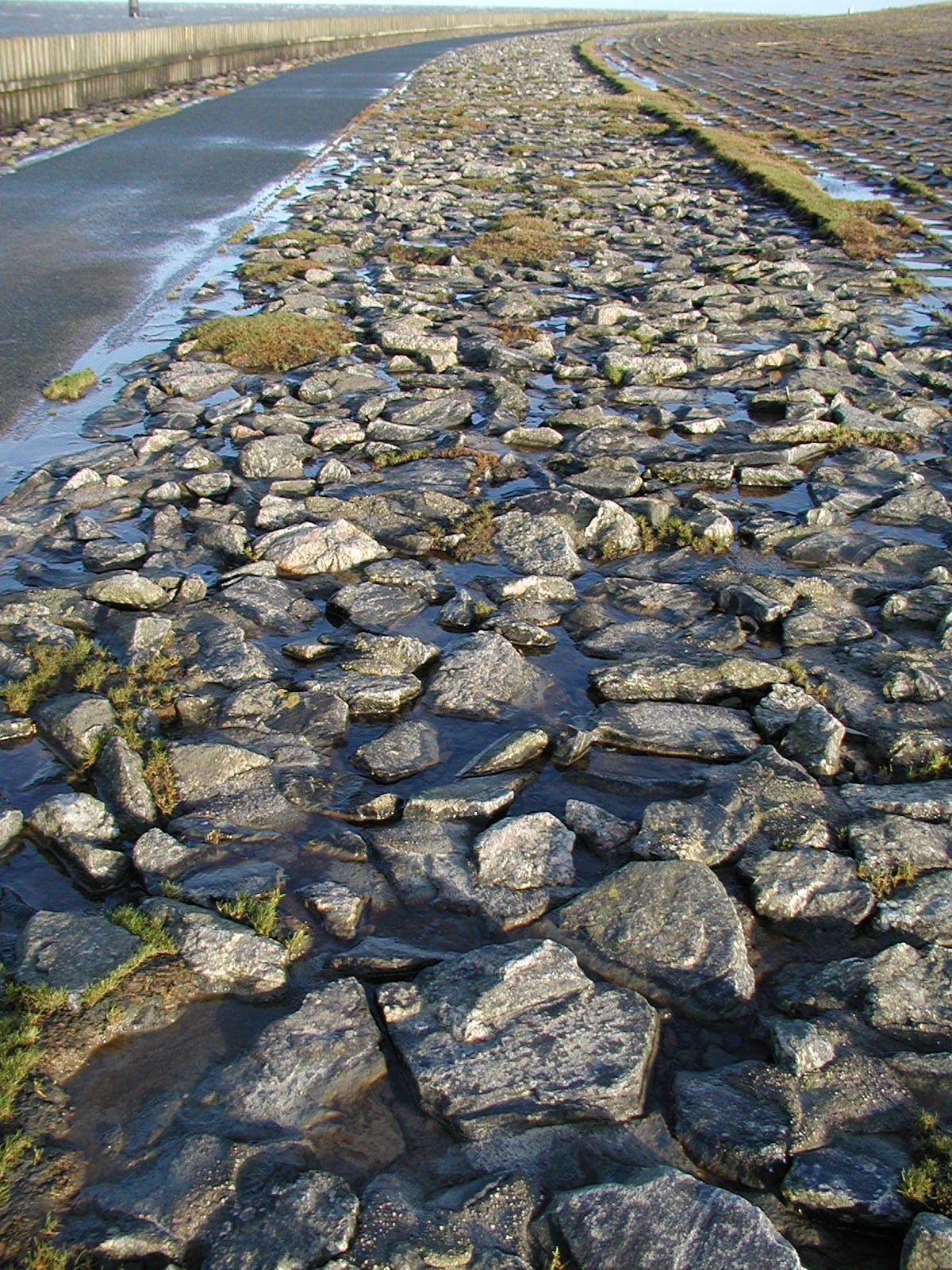
Gepanzerter Deich – die Steine sind mit Bitumen und Beton befestigt
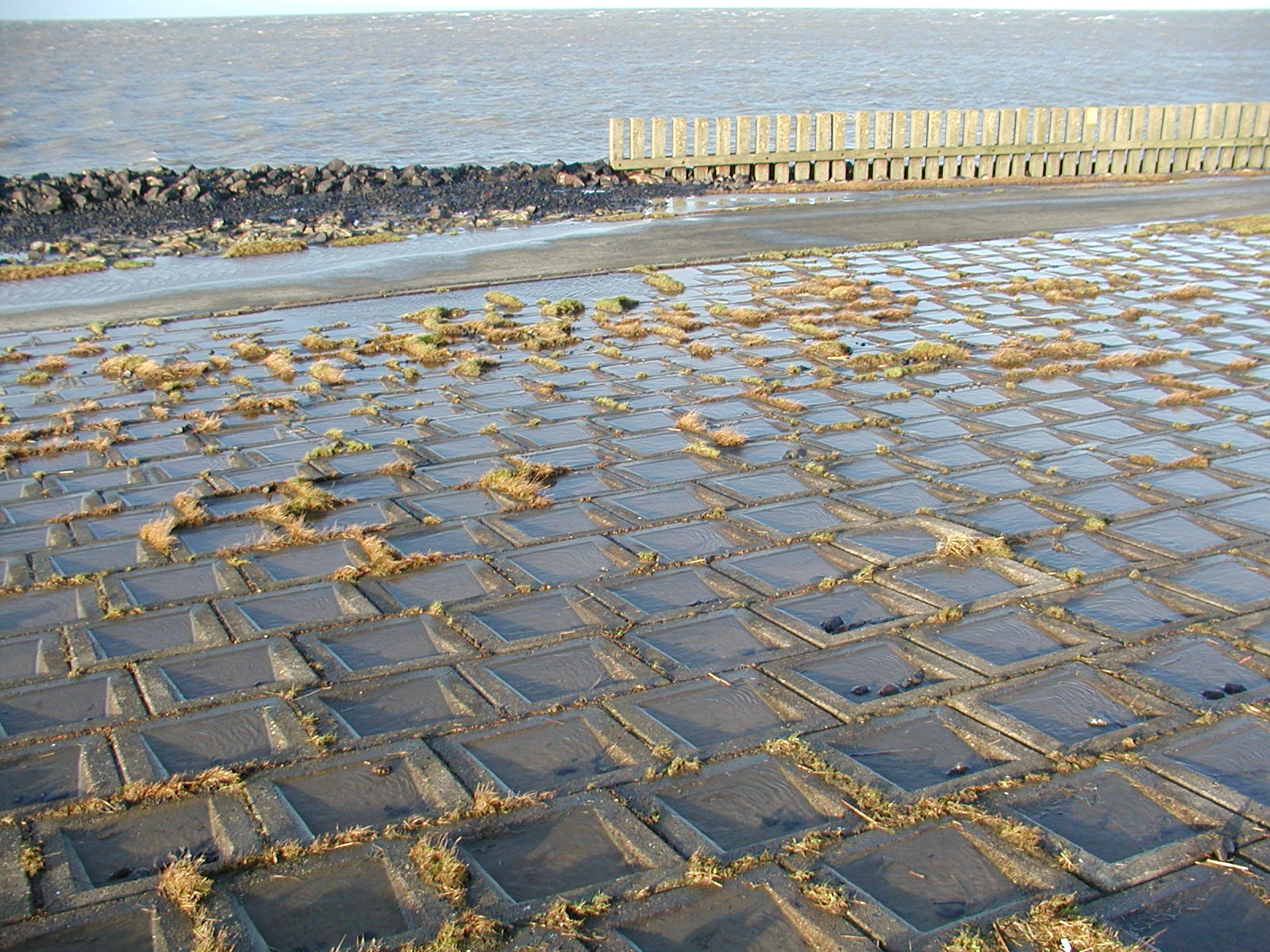
Gepanzerter Deich – Steine statt grünem Rasen
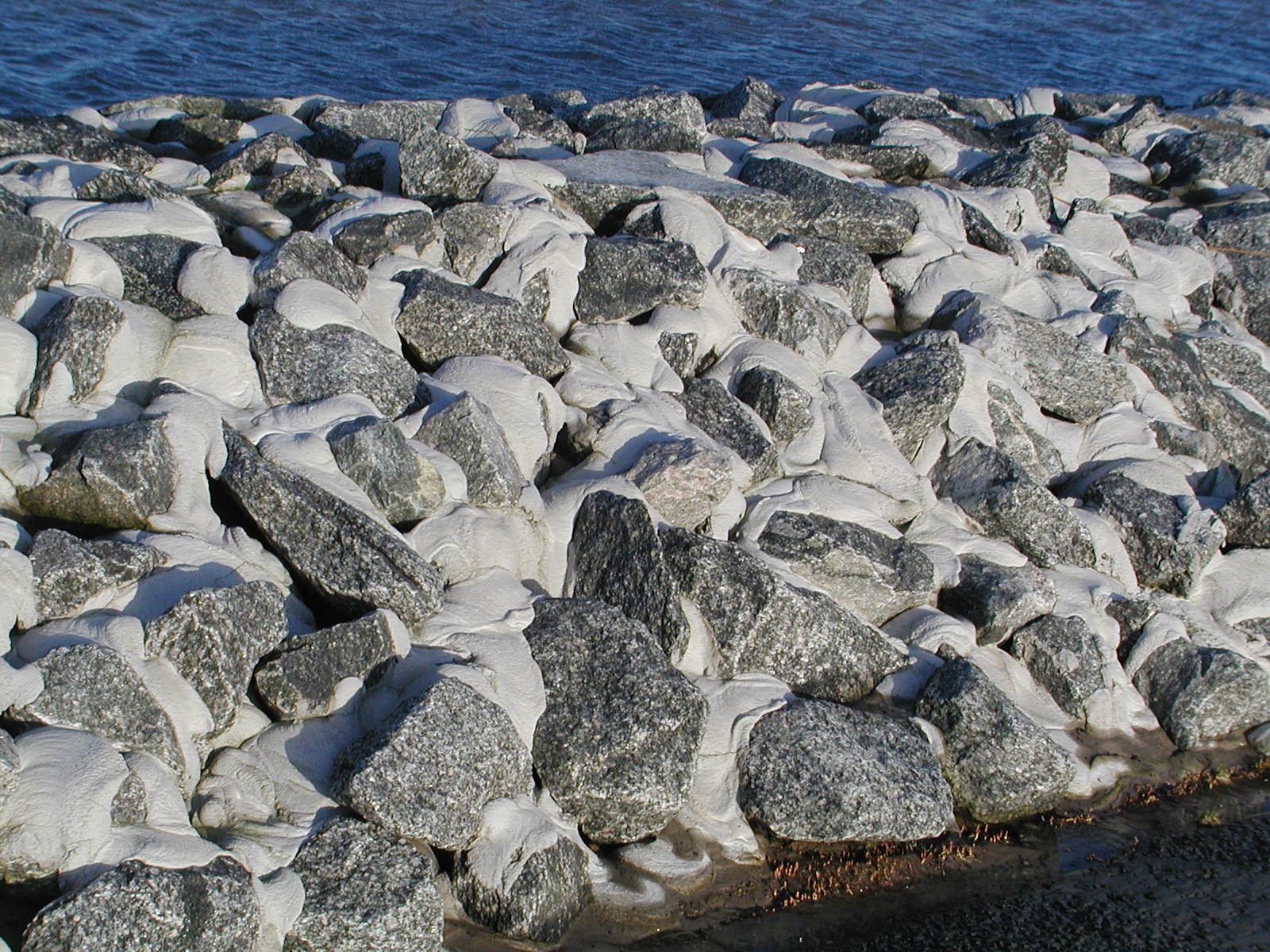
Gepanzerter Deich – an einer anderen Stelle wird ein kleiner Wall ebenfalls betoniert
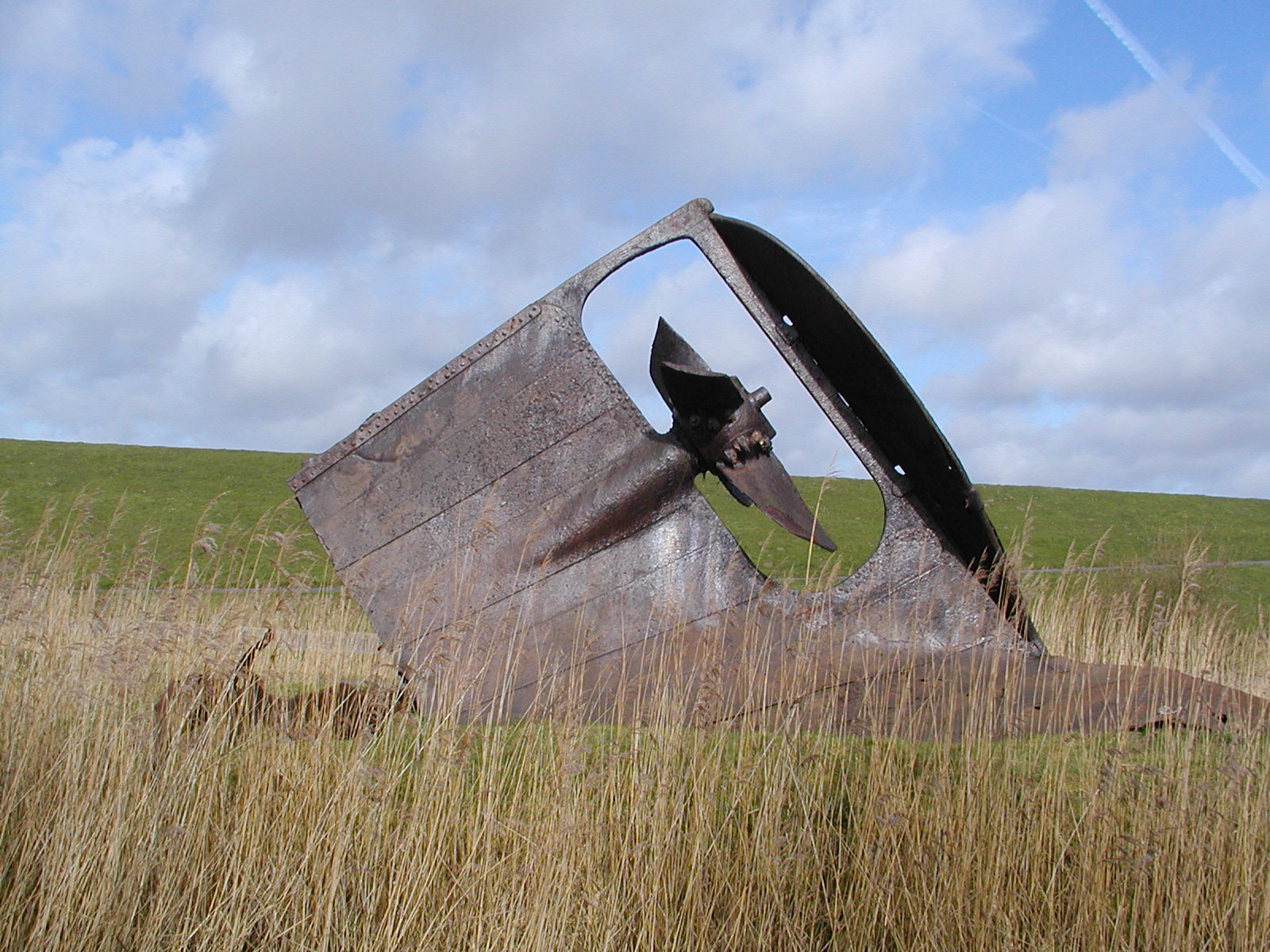
Das Heck des Dampfers „Kaffraria“
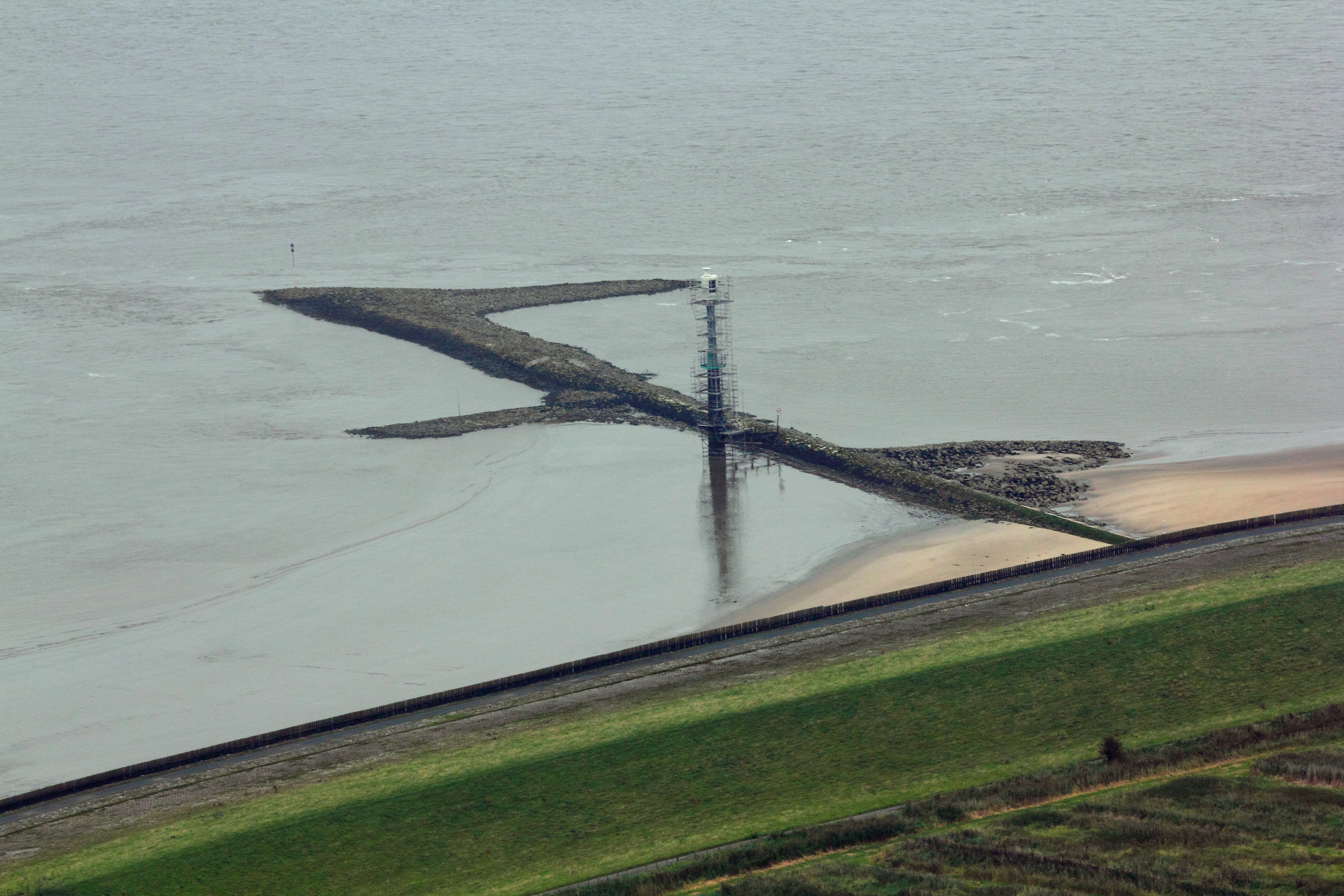
Buhne und Messturm (eingerüstet)